# 윤석열의 제20대 대통령 선거 행보
윤석열의 제20대 대통령 선거 행보는 다음과 같다.

## 검찰총장 시절
2019년 9월 그가 대선주자로 거론되었다. 2020년 추미애와 윤석열의 갈등 이후 대권주자로 주목하는 여론이 많아졌고, 검찰총장직을 그만두면서 자유민주주의와 국민을 보호하겠다고 밝혔으나 정치 활동 계획을 묻는 질문에는 긍정도 부정도 하지 않았다.

## 사퇴 이후
사퇴 이후 정식 출마 선언을 하지 않는 동안에도 유력 대권주자로 거론되고, 전문가를 만나는 등 정치 행보를 보였다. 유력 대선주자의 하나로 여론조사에 포함되었다.

## 출마 선언
윤석열은 2021년 6월 29일 13시 윤봉길기념관에서 대통령 선거 출마를 밝히는 기자회견을 열었다.

## 국민의힘 입당
국민의힘에서 입당 요구가 잦아지자 7월 30일 입당하였고, 국민의힘 경선 후보로 등록하였다.